# Ginástica na Universíada de Verão de 1979
A ginástica na Universíada de Verão de 1979 teve suas disputas realizadas na Cidade do México, no México, contando novamente com o quadro completo das provas masculinas e femininas da ginástica artística. 

## Eventos
Ginástica artística
- Individual geral masculino
- Equipes masculino
- Solo masculino
- Barra fixa
- Barras paralelas
- Cavalo com alças
- Argolas
- Salto sobre a mesa masculino
- Individual geral feminino
- Equipes feminino
- Trave
- Solo feminino
- Barras assimétricas
- Salto sobre a mesa feminino

## Medalhistas
Ginástica artística
| Evento              | Ouro                                            | Prata                   | Bronze                                                  |
| ------------------- | ----------------------------------------------- | ----------------------- | ------------------------------------------------------- |
| Masculino           |                                                 |                         |                                                         |
| Equipes             | URS                                             | JPN                     | ROU                                                     |
| Individual geral    | URS Bogdan Makuts                               | URS Fedor Kulaksizov    | URS Sergei Khishniyakov                                 |
| Solo                | URS Fedor Kulaksizov                            | URS Bogdan Makuts       | URS Sergei Khishniyakov                                 |
| Cavalo com alças    | URS Bogdan Makuts                               | HUN Ferenc Donath       | HUN Zoltán Magyar                                       |
| Argolas             | URS Sergei Khishniyakov ROU Alexander Checiches | nenhum                  | HUN Fereno Donath JPN Hajime Mikami JPN Kyogi Yamawaki  |
| Salto sobre a mesa  | URS Bogdan Makuts                               | URS Sergei Khishniyakov | URS Fedor Kulaksizov                                    |
| Barras paralelas    | URS Bogdan Makuts                               | HUN Peter Kovács        | URS Fedor Kulaksizov HUN Kurt Szilier                   |
| Barra fixa          | URS Bogdan Makuts                               | URS Sergei Khishniyakov | JPN Junichi Kitagawa JPN Hajime Mikami HUN Kurt Szilier |
| Feminino            |                                                 |                         |                                                         |
| Equipes             | URS                                             | ROU                     | USA                                                     |
| Individual geral    | ROU Teodora Ungureanu                           | URS Maria Filatova      | URS Yelena Davydova                                     |
| Salto sobre a mesa  | URS Maria Filatova                              | ROU Teodora Ungureanu   | URS Yelena Davydova                                     |
| Barras assimétricas | URS Maria Filatova ROU Teodora Ungureanu        | nenhum                  | ROU Anca Grigoras                                       |
| Trave               | ROU Teodora Ungureanu                           | ROU Anca Grigoras       | URS Svetlana Grozdova                                   |
| Solo                | URS Maria Filatova                              | URS Yelena Davydova     | ROU Teodora Ungureanu                                   |

## Quadro de medalhas
| Ordem | País                | Medalha de ouro | Medalha de prata | Medalha de bronze |    |
| ----- | ------------------- | --------------- | ---------------- | ----------------- | -- |
| 1     | URS União Soviética | 9               | 4                | 5                 | 18 |
| 2     | ROU Romênia         | 4               | 3                | 3                 | 10 |
| 3     | JPN Japão           | 1               | 2                | 4                 | 7  |
| 4     | HUN Hungria         |                 | 2                | 4                 | 6  |
| 5     | USA Estados Unidos  |                 |                  | 1                 | 1  |
| TOTAL | TOTAL               | 14              | 11               | 17                | 42 |